# Goniobranchus coi
Espèce
Goniobranchus coi est une espèce de nudibranches de la famille des Chromodorididae.

## Répartition
Cette espèce se rencontre dans la zone tropicale ouest du Pacifique.

## Habitat
Son habitat est la zone récifale externe sur les sommets ou sur les pentes jusqu'à la zone des 20 m de profondeur.

## Description

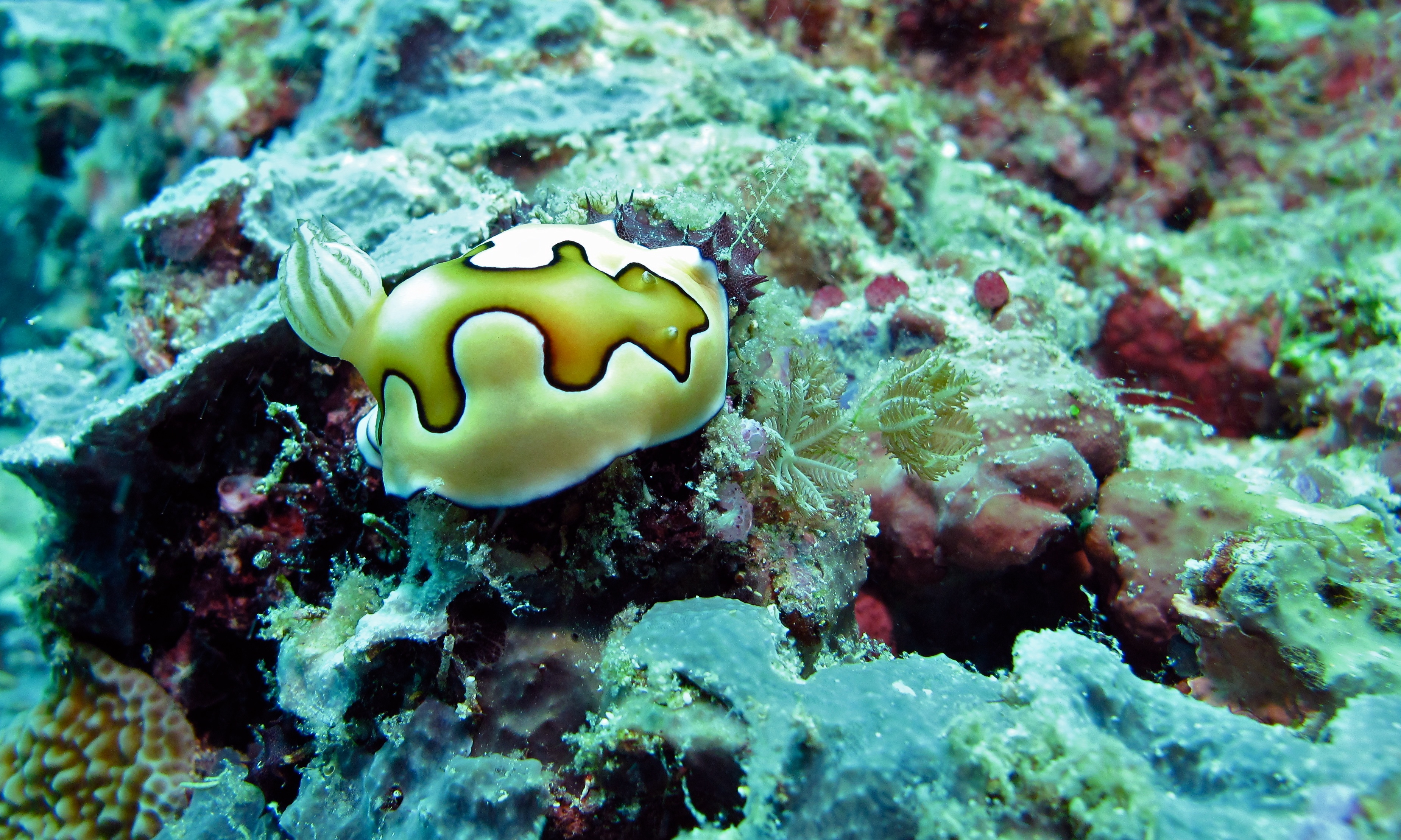
Goniobranchus coi (Sabah, Malaisie).

Cette espèce peut mesurer plus de 6 cm.
Le corps de cet animal peut être décrit en deux parties distinctes, le pied et le manteau.
Le pied est étiré et quasiment recouvert par les bords du large manteau, il est de teinte blanche à beige clair le tout légèrement rosé avec une ligne noire juste en dessous de la liaison pied/manteau.
La livrée du manteau peut varier d'un individu à l'autre de par la coloration et la présence ou non de points sombres. Entre les rhinophores et le panache branchial se dessine une zone aux contours irréguliers, délimités par un trait noir,dont l'intérieur est coloré dans les tons beiges dominants avec parfois présence de taches blanches ou beige sombre. Les rhinophores sont lamellés et en pointes et les branchies cernent l'anus, l'ensemble est rétractile en cas de danger.
En dehors de la zone centrale les couleurs créent un dégradé vers le bord de la jupe du manteau, allant du blanc vers le beige rosé avec une bande blanche et un liseré pourpre périphérique à la bordure de la robe.
Certains spécimens peuvent avoir des points noirs également.
Lors de ses déplacements, ce Goniobranchus fait onduler les bords de sa jupe.
La ponte est de couleur jaune pâle avec des taches jaunes plus foncées.

## Écologie
Ce nudibranche est benthique et diurne, se déplace à vue sans crainte d'être pris pour une proie de par la présence de glandes défensives réparties dans les tissus du corps.

## Alimentation
Goniobranchus coi se nourrit principalement, d'après les observations actuelles, d'éponges.

## Systématique
Le nom valide complet (avec auteur) de ce taxon est Goniobranchus coi (Risbec, 1956).
L'espèce a été initialement classée dans le genre Glossodoris sous le protonyme Glossodoris coi Risbec, 1956,.
Goniobranchus coi a pour synonymes :
- Chromodoris coi (Risbec, 1956)
- Glossodoris coi Risbec, 1956

### Étymologie
Son épithète spécifique, coi, lui a été donnée en l'honneur de Nguyen Van Co qui a collecté l'holotype sur la plage de Hon lon à Nha Trang (Viêt Nam).

### Publication originale
- Jean Risbec, « Nudibranches du Viet-Nam », Archives du Muséum d'histoire naturelle, Paris, 7e série, vol. 4,‎ 1956, p. 1-34 (ISSN 1256-2629, lire en ligne, consulté le 18 septembre 2024).